# Quickella
Quickella is een monotypisch geslacht van longslakken uit de  familie van de barnsteenslakken (Succineidae).

## Soort
- Quickella arenaria (Potiez & Michaud, 1838) (Rode barnsteenslak)